# Drosophila triauraria
Drosophila triauraria är en tvåvingeart som beskrevs av Bock och Wheeler 1972. Drosophila triauraria ingår i släktet Drosophila och familjen daggflugor.
Artens utbredningsområde är Japan och Koreahalvön.